# ليز آموس
ليز آموس (26 مايو 1936 - ) (بالإنجليزية: Liz Amos)‏ هي لاعبة كريكت أسترالية. شاركت مع منتخب أستراليا الوطني للكريكت.

## وصلات خارجية
- ليز آموس على موقع إي آس بي آن كريك إنفو (الإنجليزية)